# 이윤애
이하은(1982년 5월 8일 ~ )은 2007년 미스 인천 진(眞) 출신의 배우이다.

## 프로필
- 신체: 169cm, 48kg, 34-24-35
- 취미: 영화 감상, 독서
- 특기: 연기, 미소 짓기